# Меропси
Меропах је назив за припадника најбројније категорије зависних земљорадника у средњовековној Србији. Меропси су били оптерећени највећим работама у производњи житарица за феудалне господаре. Живели су на селу и бавили су се земљорадњом као основним занимањем. За меропахе су се још користили и термини земљанин, Србљин, земљани људи, земаљски људи или само људи. 

## Обавезе меропаха
Поред производње житарица, меропси су били оптерећени многобројним другим обавезама које се могу разврстати у три групе: обавезе према цркви; обавезе према владару и држави; обавезе према господарима или господарима властелинства. Обавезе према цркви биле су најмање. Сводиле су се на бир, црквени доходак кога су попови скупљали од верника у новцу или у натури. Обавезе према владару и држави биле су различите. Меропси су својим радом омогућавали властели и пронијарима да лично учествују у војсци и да са собом поведу одређени број ратника. Ова обавеза називала се "војска". Војној служби припадала је и обавеза "градозиданија" (подизање и обнова градова и разрушених грађевина). Теретила је све меропхе. Меропси су једном годишње владару плаћали соће, а од почетка 15. века и унче. Обавезе у корист владара или државе биле су још и:
- оброк (обавеза давања хране владару)
- позоб (обавеза давања зоби)
- провод (праћење владара до границе жупе или утврђеног места)
- понос (превоз владаревих ствари на својим коњима)

Обавезе према господарима сеоских насеља биле су најбројније, а могу се поделити на работе и данке. Меропси као земљорадници на црквеним поседима били су дужни да за рачун својих господара узору деоницу земљишта површине од 7,5 до 9 мати, да је засеју житарицама и обаве све пољопривредне радове од сетве до жетве и вршидбе. Преко тога, морали су да жању жито три дана и још приближно толико времена да утроше у плевљењу и житотребљењу. Сено су припремали три дана, а обрађивали су и деоницу винограда површине од једног мата годишње. По потреби су довозили дрва за огрев, луч за осветљење, учествовали су у лову и риболову, давали су десетак од пчела, житарице и хмељ за справљање пива, а доносили су и покпоне. Господари су могли захтевати и веће поданке, али су морали смањити работе. Душановим закоником нормиране су укупне работе меропаха на поседима пронијара и неким црквеним властелинствима. Сведене су на два дана недељно, уз један дан припремања сена и један дан рада у винограду. Пронијари су од меропаха добијали и соће. 
Меропси су располагали слободно својим деоницама земљишта уз услов да на њима има работника. Било им је забрањено да напуштају господаре којима су потчињени и села у којима су живели. Нису смели да се жене у влахе. Меропси нису могли да промене занимање. Господари од својих меропаха нису могли захтевати веће работе или дажбине од предвиђених. Уколико би то учинили, меропси су имали право да их суде и да захтевају надокнаду штете. Све обавезе теретиле су одраслу мушку главу, а уколико је није било, господар властелинства је имао право да женама меропаха одузме винограде и њиве и да их додели ономе ко је способан да извршава своје обавезе. Удовицама без мушке деце било је дозвољено да задрже селиште, врт и главну њиву.